# Cerro Bonete Grande
Der Cerro Bonete Grande (der große Bonete) ist ein erloschener Vulkankomplex in Sierra del Veladero in der Hochkordillere der Anden in Nordwest-Argentinien in der Provinz La Rioja nahe der Grenze zu Chile. Seine höchste Höhe erreicht er mit 5943 m.
Der Cerro Bonete Grande wird oft mit dem nur 30 km entfernten, aber 800 m höheren Cerro Bonete Chico, dem kleinen Bonete verwechselt. Es ist unklar, aus welchem Grund der höhere der beiden Berge den Beinamen Chico (der kleine) trägt.
Besonders auffällig ist die 24 km² große kreisrunde Caldera del Inca Pillo, in deren Südwesten ein 1,8 km² großer See liegt, dessen Wasser durch die vulkanische Aktivität ungewöhnlich warm ist. Ihr Dom erreicht 5386 m Höhe. Diese Höhe fällt zu den Rändern hin bis auf etwa 5150 m ab. Durch Schmelzwasser erodiertes Vulkangestein hat im Süden einen ausgedehnten Schwemmfächer gebildet. Im Westen und Osten dagegen liegt eine Zahl verschieden großer (0,5 bis 3 km²) Tafelberge, die eine Höhe bis 300 m über dem umgebenden Gelände erreichen. Diese Mesetas sind Überreste einer ehemaligen Ignimbrit-Decke.